# Costanza e fortezza
Costanza e fortezza (deutsch: Beständigkeit und Stärke) ist eine Festa teatrale in drei Akten von Johann Joseph Fux (Musik) mit einem Libretto von Pietro Pariati. Die Musik der Ballette und der abschließenden Licenza stammt von Nicola Matteis. Das Werk wurde am 28. August 1723 anlässlich der Krönung Kaiser Karls VI. zum König von Böhmen in einem eigens errichteten Freilufttheater im Hof der Prager Burg, dem sogenannten Hradschin, uraufgeführt.

## Handlung
Die Oper spielt bei Rom am 9. Juni 508 v. Chr. Der historische Hintergrund findet sich im zweiten Buch von Titus Livius’ Ab urbe condita: Der römische König Lucius Tarquinius Superbus war aufgrund seines tyrannischen Regimes gestürzt und aus Rom verbannt worden. Um ihre Macht wiederzuerhalten, schlossen die Tarquinier ein Bündnis mit dem etruskischen König Porsenna. Die Kampfhandlungen führten schließlich zur Belagerung Roms durch die Etrusker. In der eigentlichen Handlung geht es um die Friedensverhandlungen zwischen Rom und den Etruskern, die durch Liebeswirren verkompliziert werden, sowie um die Heldentaten einiger Römer. Immer wieder werden Parallelen zwischen Rom und dem österreichischen Kaiserreich gezogen. Schon der Werktitel basiert auf dem persönlichen Motto Karls VI. („Constantia et Fortitudine“). Besondere Würdigung erfährt die Kaiserin Elisabeth, deren Geburtstag am Tag der Uraufführung gefeiert wurde, durch ihre Gleichsetzung mit der Göttin Vesta. Jeder der drei Akte wird durch ein Ballett beschlossen. Am Anfang und am Ende des Werks gibt es jeweils eine aufwändige bühnentechnische Szenenverwandlung.
Die Etrusker unter ihrem König Porsenna belagern Rom, um Tito Tarquinio, den Sohn des vertriebenen Königs Lucio Tarquinio „Superbus“, wieder auf den Thron zu setzen. Sie haben einige Gefangene gemacht, darunter Valeria und Erminio, die Kinder des römischen Konsuls Publio Valerio. Valeria liebt den Römer Muzio, wird jedoch auch von Porsenna begehrt. Tarquinio wie auch Erminio sind in die römische Edeldame Clelia verliebt, die aber mit Orazio verlobt ist.
Zu Beginn verheißt der Flussgott des Tiber Rom eine große Zukunft. Porsenna schickt Valeria und Erminio auf ihr Ehrenwort zu Friedensverhandlungen nach Rom. Seine Bedingungen sind die Übergabe des Throns an Tarquinio und dessen Hochzeit mit Clelia. Die Verhandlungen scheitern, und die beiden Geiseln kehren zurück zu den Etruskern. Tarquinio unternimmt daraufhin einen eigenmächtigen Angriff auf Rom, den Orazio abwehrt, indem er alleine die Tiber-Brücke verteidigt, während diese hinter ihm abgebrochen wird. Er schwimmt anschließend zurück zum römischen Ufer.
Im zweiten Akt versucht Muzio, Valeria aus den Händen der Etrusker zu befreien. Da diese, um ihren Vater nicht zu enttäuschen, bleiben will, unternimmt er stattdessen einen erfolglosen Mordanschlag auf Porsenna. Er wird festgenommen, beweist aber seine „Beständigkeit und Stärke“, indem er seine Hand in das Altarfeuer hält. Beeindruckt lässt Porsenna ihn frei und vereinbart einen Waffenstillstand mit Publio Valerio. Nach einem Streit zwischen Clelias Verehrern Tarquinio, Erminio und Orazio fordert Orazio Tarquinio zum Duell, das Porsenna verhindern kann.
Zu Beginn des dritten Akts versucht Tarquinio, Clelia zu vergewaltigen. Diese wehrt sich erfolgreich und entreißt ihm sein Schwert. Erminio hindert sie daran, ihren Gegner zu töten.  Clelia befreit daraufhin die römischen Geiseln und schwimmt mit ihnen über den Tiber nach Rom. Tarquinio gibt Orazio die Schuld daran und lässt ihn festnehmen. Empört zieht Orazio sein Schwert, lässt sich aber von Muzio damit besänftigen, dass Publio Valerio über sein Schicksal entscheiden solle. Dieser erscheint zu weiteren Verhandlungen und führt die entflohene Clelia zurück ins etruskische Lager. Clelia erklärt ihre Flucht mit dem Vergewaltigungsversuch Tarquinios, den sie mit dessen Schwert beweisen kann. Porsenna lässt Tarquinio fallen und willigt in den Frieden mit Rom ein.

### Erster Akt
Weites Feld mit dem Tiber und der Subliciusbrücke in der Nähe von Rom
Auf einer Seite der prächtig geschmückte Vesta-Tempel, in der Ferne verschiedene Ansichten Roms. Auf der anderen der an vielen Stellen verfallene Landpalast Tarquinios. Wald und der von der etruskischen Armee besetzte Gianicolo.
Szene 1. Die Etrusker Porsenna, Tarquinio und die Soldaten besingen den erwarteten Fall Roms, während Valeria, Erminio und die anderen römischen Gefangenen die Unbesiegbarkeit der Stadt beschwören (Chor: „Ceda Roma; o spenta cada“).

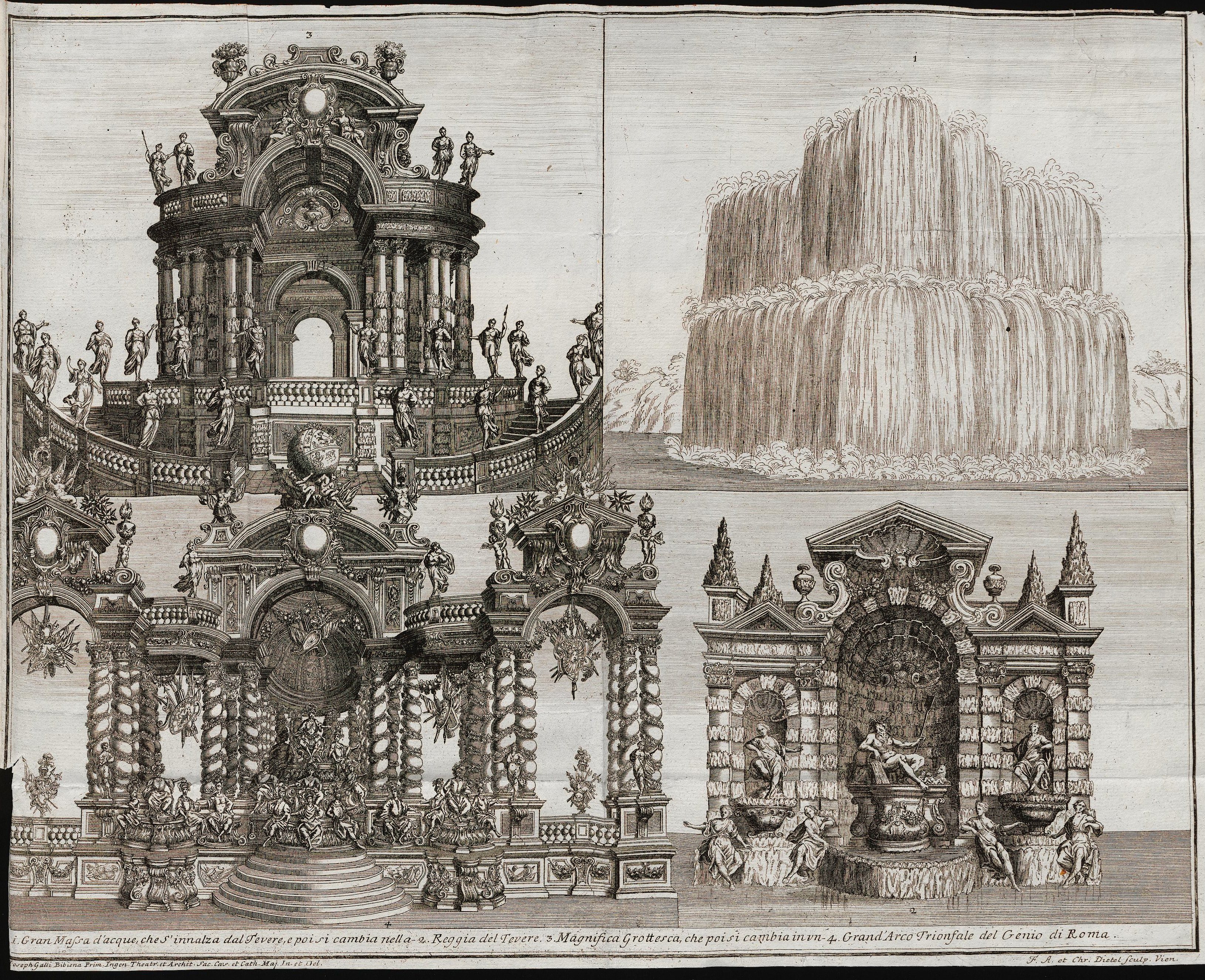
Rechts: Eine große Wassermasse erhebt sich aus dem Tiber und verwandelt sich in das Reich des Flussgottes.
Links: Schlussbild des dritten Akts: Eine prächtige Grotte verwandelt sich in den großen Triumphbogen

Szene 2. Plötzlich steigt aus dem Fluss eine gewaltige Wassermasse. Flussnymphen erscheinen und verheißen Rom Sicherheit, da heute der Geburtstag Vestas, der Schutzgöttin Roms, sei (Chor: „Roma, non paventar“).
Szene 3. Die Wassersäule sinkt zurück, und das Reich des Tiber wird sichtbar. Dessen Personifikation erscheint mit weiteren Flussgöttern, und auch sie versichern, dass Rom nicht untergehen werde (Chor: „Spera, o Roma“). Der Tiber fordert in seiner Arie die Zuschauer auf, der Kaiserin ebenso zu huldigen wie Rom der Vesta (Tevere: „L’Ire deponi: e Vesta adora“).:44 Die Erscheinungen ziehen sich zurück.
Szene 4. Porsenna bietet Valeria und Erminio an, sie auf ihr Ehrenwort nach Rom zurückkehren zu lassen. Sie sollen dort ihren Vater und den Senat überreden, Tarquinio als König anzuerkennen. Da Erminio diesen Vorschlag für unehrenhaft hält, erklärt Tarquinio, dass er die Römerin Clelia heiraten und mit ihr gemeinsam herrschen wolle. Valeria weist darauf hin, dass Clelia sowohl ihrem Vaterland als auch ihrem Verlobten Orazio treu sei. Erminio, der Clelia heimlich ebenfalls liebt, nimmt dies betroffen zur Kenntnis. Porsenna fordert Tarquinio auf, seine Truppen aufmarschieren zu lassen. Tarquinio vergleicht ihre Stärke mit der des (etruskischen) Löwen, dem alles weichen müsse (Tarquinio: „Al magnanimo Leone“). Anschließend entfernt er sich, gefolgt von einem Teil der Soldaten, aus dem Lager. Die übrigen Soldaten nähern sich, um Valeria und Erminio zu bewachen.
Szene 5. Allein mit seinen beiden Gefangenen zurückgeblieben, erklärt Porsenna Valeria seine Liebe und verspricht ihr, den etruskischen Thron mit ihr zu teilen, wenn Tarquinio den von Rom erhalte. Als Valeria und Erminio dieses Ansinnen entrüstet ablehnen, besteht Tarquinio darauf, dass ihr Vater Valerio darüber entscheiden müsse. Valeria verspricht, ihm sein Angebot vorzutragen, schwört aber, ihrem Verlobten Muzio die Treue zu halten. Porsenna lässt sich dadurch nicht abschrecken (Porsenna: „Se regna in su quest’ alma il tuo sembiante“). Valeria und Erminio werden von den Wachen zum römischen Lager geführt.
Szene 6. Dort treffen Valeria und Erminio zunächst auf Clelia, Muzio und Orazio. Das Volk begrüßt sie mit einem erneuten Lob der Vesta (Chor: „Lodi a Vesta: a Vesta onori“).
Szene 7. Während alle in den Gesang einstimmen, erscheint der Konsul Publio Valerio mit den Liktoren. Er schließt seine Kinder in die Arme. Erminio weist ihn darauf hin, dass sie noch nicht endgültig frei seien und Porsenna in diesem Augenblick die Belagerung verstärke. Er sei nur dann zu einem Frieden bereit, wenn Publio Valerio den Thron an Tarquinio übergebe und dies mit der Hand Clelias besiegle. Publio Valerio hält diese Bedingung für unerhört und wirft seinem Sohn vor, zum Feind übergelaufen zu sein. Sein Zorn verstärkt sich noch, als Valeria von Tarquinios Werbung um sie berichtet. Auch Muzio reagiert empört, denn er glaubt, sie sei ihm untreu geworden. Da aber Valeria und Erminio versichern, alle Angebote ausgeschlagen zu haben, beruhigen sie sich schnell wieder. Publio Valerio schickt Erminio zurück zu Porsenna, um diesem seine Entscheidung mitzuteilen. Erminio gehorcht – froh darüber, ehrenhaft handeln zu können (Erminio: „Lieto i’ torno a mie catene“).
Szene 8. Muzio entschuldigt sich bei Valeria für seinen Zornesausbruch. Als auch Orazio und Clelia und Publio Valerio für ihn sprechen, vergibt sie ihm. Publio Valerio fordert sie auf, ebenfalls ins etruskische Lager zurückzukehren. Valeria verabschiedet sich von ihrem Geliebten (Valeria: „Pensa, che fosti, e sei“) und entfernt sich mit den etruskischen Soldaten.
Szene 9. Publio Valerio erklärt Muzio und Orazio, dass er in erster Linie Römer, und erst nachrangig Vater sei (Publio Valerio: „Padre son; ma figlio a Roma“). Er tritt in den Tempel, gefolgt von den Edelleuten und den Liktoren.

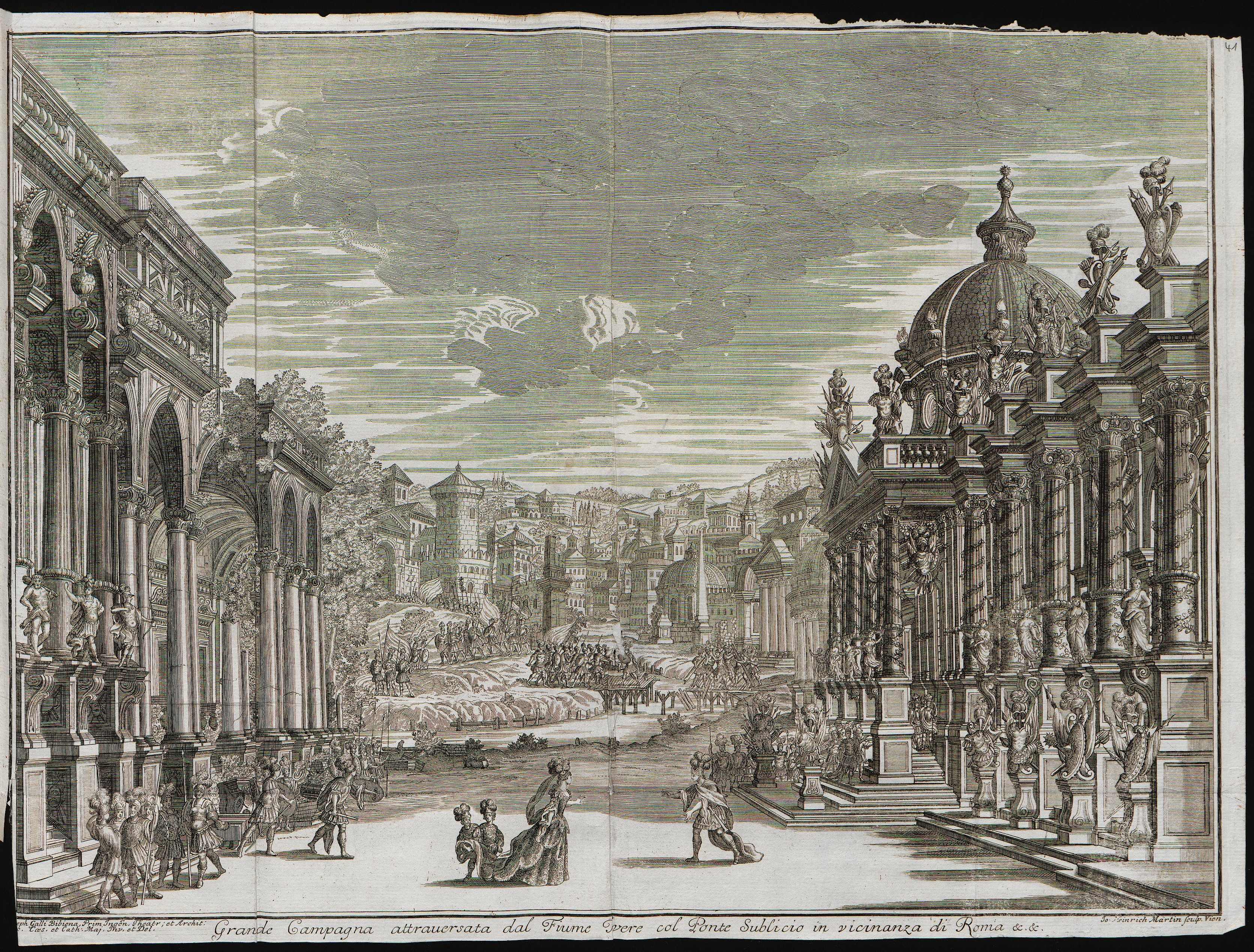
Vom Fluss Tiber durchflossene Landschaft beim Pons Sublicius in der Nähe von Rom. Orazio verteidigt die Brücke, gegen ihn stürmen Etrusker an. Hinter ihm brechen seine Leute die Brücke ab. Im Vordergrund Muzio und Clelia.

Szene 10. Muzio kann es nicht ertragen, Valeria in den Händen der Feinde zu wissen. Er will ihr folgen, um sie zu befreien. Clelia und Orazio halten ihn auf und überreden ihn, sich zum Wohle des Vaterlandes zu beruhigen. Zögernd gibt Muzio nach (Muzio: „Farò, che per un poco“).
Szene 11. Clelia versteht Muzios Aufregung. Als Orazio sie darauf hinweist, dass die Liebe vor ihren Pflichten Rom gegenüber zurückstehen müsse, beneidet sie Valeria um die Treue ihres Geliebten; sie glaubt, Orazio werde sich nicht so ehrenvoll verhalten, wenn sie selbst in Not gerate. Dennoch versichert sie ihm ihre Liebe. Ihr Gespräch wird von Trompetenklängen aus dem etruskischen Lager unterbrochen. Ein Angriff steht bevor. Orazio schickt einige Soldaten zum Tempel, um Muzio zu benachrichtigen.
Szene 12. Muzio kommt mit den Soldaten hinzu. Von der anderen Seite des Flusses nähern sich Tarquinio und die etruskischen Truppen. Orazio bittet Muzio, sich um Clelia zu kümmern, da er sich auf der Subliciusbrücke alleine dem Feind entgegenstellen wolle. Nach einem kurzen Gebet an den Tiber versichert er der erschrockenen Clelia, dass er nicht wirklich allein sei, denn mit ihm seien Stärke, Ehre, Ruhm und Sieg (Orazio mit Chor: „Non è solo Orazio, no“). Während er – angefeuert von den römischen Soldaten („De’ Romani la virtù osa tutto: e tutto può“) – die Stellung gegen die Etrusker verteidigt, lässt Muzio auf seinen Zuruf hin die Brücke einreißen.
Szene 13. Publio Valerio kommt mit den römischen Rittern und den Liktoren aus dem Tempel und bewundert Orazios Tapferkeit. Nachdem die Etrusker den Angriff abgebrochen haben, stürzt sich Orazio in den Fluss, um an das römische Ufer zurückzukehren. Die Etrusker schießen einige Pfeile nach ihm und ziehen sich dann zum Gianicolo zurück. Clelia, die das Geschehen beobachtet hat, glaubt, er sei umgekommen (Clelia: „Non mi resta da sperar“).
Szene 14. Muzio berichtet, dass sich der Fluss selbst angesichts der herausragenden Tat Orazios erhoben habe, um ihn unversehrt zum rettenden Ufer zu bringen. Der Akt endet mit einem Lobpreis an die Göttin Vesta („Gran Diva possente“).
Ballett der Salier
Im anschließenden Ballett der „Salier“ oder Marspriester (Chor: „Per te più irato, e nubilo“) kämpft die Allegorie der römischen Beständigkeit („Costanza Romana“) gegen den etruskischen Wert („Valore degli Etruschi“), entwaffnet diesen und zerbricht dessen Lanze.

### Zweiter Akt
Lager des etruskischen Heeres bei Rom; königliches Quartier mit den prunkvollen Zelten von Porsenna und Tarquinio
Szene 1. Im Beisein Erminios, seinen Wachen, Offizieren und Soldaten verlangt Porsenna eine Erklärung von Tarquinio, warum er den Angriff ohne seine Genehmigung ausgeführt habe. Tarquinio antwortet, er habe aus Zorn über die Zurückweisung Clelias gehandelt. Porsenna entgegnet, dass er seinerseits Valerias Ablehnung ertragen werde und ihre Tugend mit Tugend beantworten müsse. Er schickt Erminio zu weiteren Verhandlungen zu seinem Vater. Erminio schwört, den Frieden zu halten (Erminio: „Vaghi al pari di ulivi, e di palme“). Da die Brücke zerstört wurde, begibt er sich mit einigen der Soldaten und einem Hauptmann zum Flussufer.
Szene 2. Tarquinio hält weitere Verhandlungen nicht für sinnvoll. Freundlichkeit werde Publio Valerio nur noch hochmütiger machen. Porsenna entgegnet, dass ihn im Gegenteil Beleidigungen noch stärken würden. Die römische Macht („La Romana Fortezza“) habe heute bereits einen Sieg errungen, und Tarquinio solle mehr nach dem Reich statt nach der Liebe streben. In der Zwischenzeit sollen ihre Leute den Göttern ein Opfer darbringen. Die etruskischen Soldaten preisen ihren Anführer (Chor: „Vivi eterno: e vinci sempre“). Porsenna betritt sein Zelt, gefolgt von Tarquinio und dem Hauptmann. Die Wachen bleiben draußen. Einige Soldaten kommen mit Säcken voll Geld heraus, ebenso der Hauptmann, dahinter weitere Soldaten mit verschiedenen Prunkgegenständen Porsennas.
Szene 3. Muzio versucht, Valeria zur Flucht zu bewegen. Sie besteht jedoch darauf, dem Willen ihres Vaters zu folgen und im feindlichen Lager zu bleiben. Sie sei zwar Braut, aber in erster Linie Tochter. Die beiden beobachten die Vorbereitungen zum Opferfest der Etrusker. Sie verabschieden sich im Zweifel, ob sie einander noch einmal wiedersehen werden (Duett: „Parto: ma forso, o Dio!“). Als Valeria sich zur Seite wendet, um den Weggang ihres Geliebten nicht sehen zu müssen, tritt Muzio schnell entschlossen in das königliche Zelt, um Porsenna zu ermorden.
Szene 4. Valeria sorgt sich um das Schicksal Muzios, da sie ohne ihn nicht leben kann.

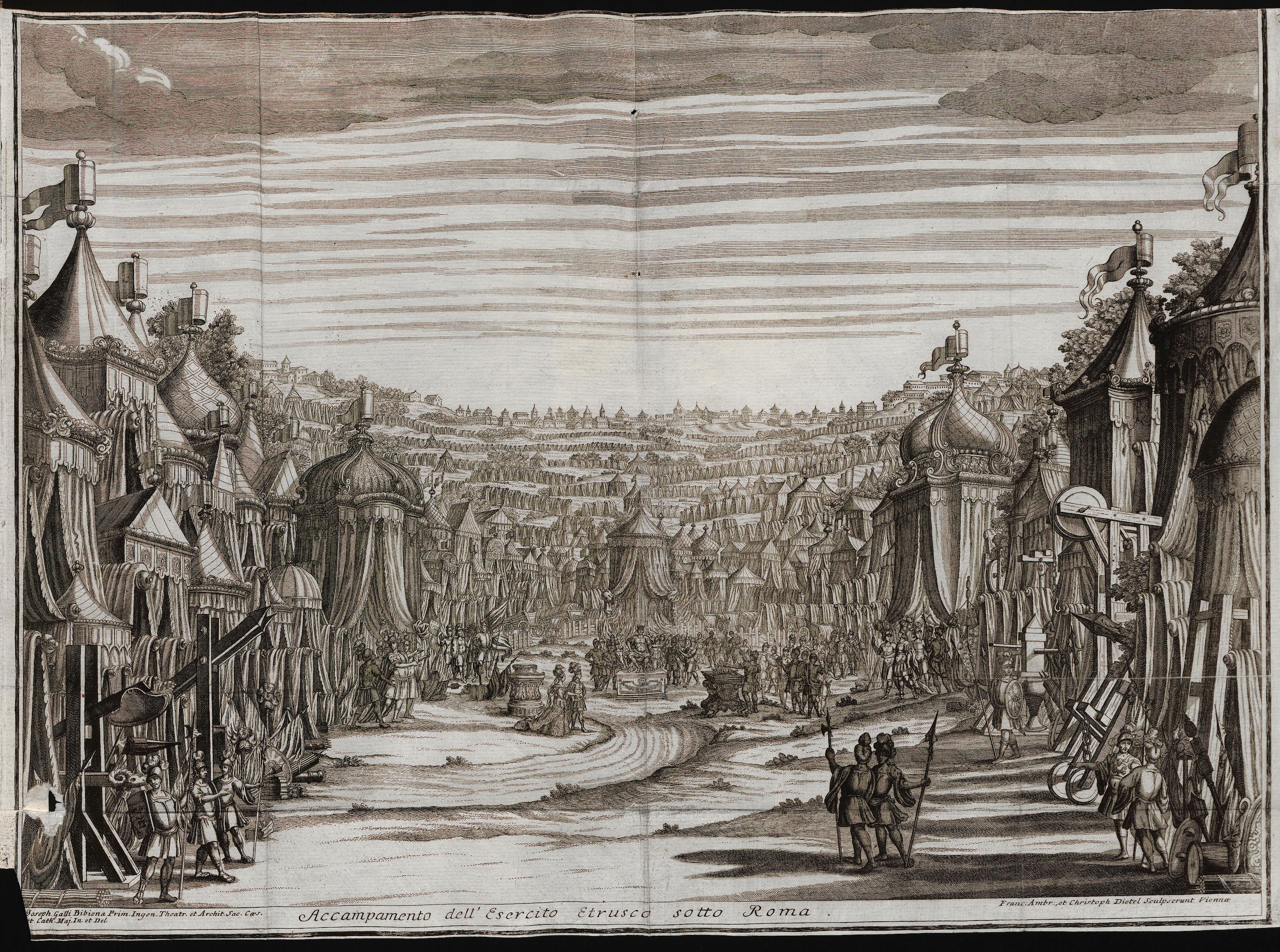
Lager des etruskischen Heeres vor Rom, in der Mitte Porsenna auf dem Thron, links Valeria und Tarquinio, auf dem Altar rechts brennt die Flamme, in die Muzio seinen Arm hält

Szene 5. Anstelle von Porsenna hat Muzio eine der Wachen getötet. Er wird zum Entsetzen Valerias festgenommen. Dennoch gelingt es ihm, seinen Dolch zu ziehen und gegen die Wachen zu richten. Er schleudert Porsenna Verwünschungen entgegen und nennt ihm seinen Namen. Die etruskischen Soldaten fordern wütend seinen Tod (Chor: „Morte, morte al traditor“). Von Porsenna aufgefordert, die Gründe für seinen Anschlag zu nennen, hält Muzio eine leidenschaftliche Rede, in der er versichert, dass andere Römer seinem Beispiel folgen werden und Porsenna jeden Augenblick mit dem Tode rechnen müsse. Als Porsenna ihm mit der Folter droht, hält Muzio selbst seine Hand ins Altarfeuer und lässt sie verbrennen. Porsenna und Tarquinio sind beeindruckt. Valeria eilt zu ihm, um seine Hand mit einem Fetzen ihres Schleiers zu verbinden. Sie fleht Porsenna um Milde an (Valeria: „Salda ho l’alma ne l’amar“).
Szene 6. Erminio meldet die Ankunft Publio Valerios zu den Verhandlungen. Tarquinio weist darauf hin, dass er sich nur besänftigen lasse, wenn er den römischen Thron und die Hand Clelias erhalte. Er betritt sein Zelt. Die Soldaten positionieren sich vor ihren Fahnen.
Szene 7. Trompeten erschallen, und Publio Valerio erscheint mit den Liktoren und römischen Edelleuten sowie Orazio und Clelia. Zuerst wird über das Schicksal Muzios verhandelt. Publio Valerio erklärt, dass Muzio des Todes schuldig sei, und überantwortet ihn der Rache Porsennas. Porsenna lässt sich Muzios Schwert reichen, begnadigt ihn dann jedoch aufgrund seiner „Beständigkeit und Stärke“ und gibt ihm das Schwert zurück. Die Etrusker preisen seine Großzügigkeit (Tutti: „Pari non ha di lui“). Muzio entfernt sich mit einigen der Soldaten.
Szene 8. Porsenna und Publio Valerio vereinbaren einen Waffenstillstand, zu dessen Sicherheit beide Parteien Geiseln stellen wollen. Publio Valerio lässt Porsenna die Wahl zwischen Clelia, Valeria und Orazio. Porsenna entscheidet sich für Valeria (Porsenna: „Parmi già, ch’io vegga amore“). Er entfernt sich.
Szene 9. Publio Valerio, Orazio, Erminio und Clelia sind beeindruckt von Porsennas Hochherzigkeit. Publio Valerio meint, dass sich derjenige nie feige oder ehrlos verhalten werde, den der Ruhm umstrahle (Publio Valerio: „Prima che mai si abbassi“). Er tritt mit seinen Untergebenen in das Zelt Porsennas. Die anderen Soldaten ziehen sich zurück.
Szene 10. Clelia, Orazio und Erminio fragen sich, warum Tarquinio nicht an der Verhandlung teilgenommen hat. Dieser belauscht ihr Gespräch. Clelia versichert Orazio, dass sie Tarquinio auch als König niemals heiraten werde (Clelia: „Saprei morir“). Sie will sich entfernen, wird aber von Tarquinio aufgehalten.
Szene 11. Tarquinio verlangt eine Erklärung, warum Clelia ihn so entschlossen zurückweist. Es kommt zum Streit zwischen ihm, Clelia, Orazio und Erminio. Tarquinio beleidigt Orazio und Erminio und wird von Orazio zum Duell gefordert.
Szene 12. Das Eingreifen Porsennas verhindert das Schlimmste. Orazio gibt vorerst nach, versichert Tarquinio aber, dass er die Beleidigungen nicht vergessen werde (Orazio: „Questo ferro a te nel petto“). Er entfernt sich.
Szene 13. Porsenna ruft die Haruspizen herbei. Alle hoffen auf eine glückliche Zukunft (Tutti: „Fausto a noi ci ascolti il fato“).
Ballett der toskanischen Haruspizen
Die Haruspizen erkennen aus dem Flug eines Adlers (das kaiserliche Symbol des guten Herrschers) und eines Falken (der schlechte Herrscher Tarquinio),:47 dass der „Stolz“ niemals den Thron erlangen werde (Chor: „Il bel volo di quell’Aquila“). Die „Liebe“ und der „Ruhm“ tanzen um die Haruspizen herum. Kurz darauf erscheint die römische Stärke („Fortezza Romana“), die erst allein und dann zusammen mit der „Liebe“ und dem „Ruhm“ tanzt und abschließend von den beiden mit Lorbeer gekrönt wird. Die Haruspizen erklären, dass die Tugend eines Königs keine eitle Verehrung („incerti fiori“) benötige, sondern ihren Lohn in sich selbst trage.:47

### Dritter Akt
Königliche Gärten der Tarquinier auf dem Gianicolo; der Mond steht am Himmel

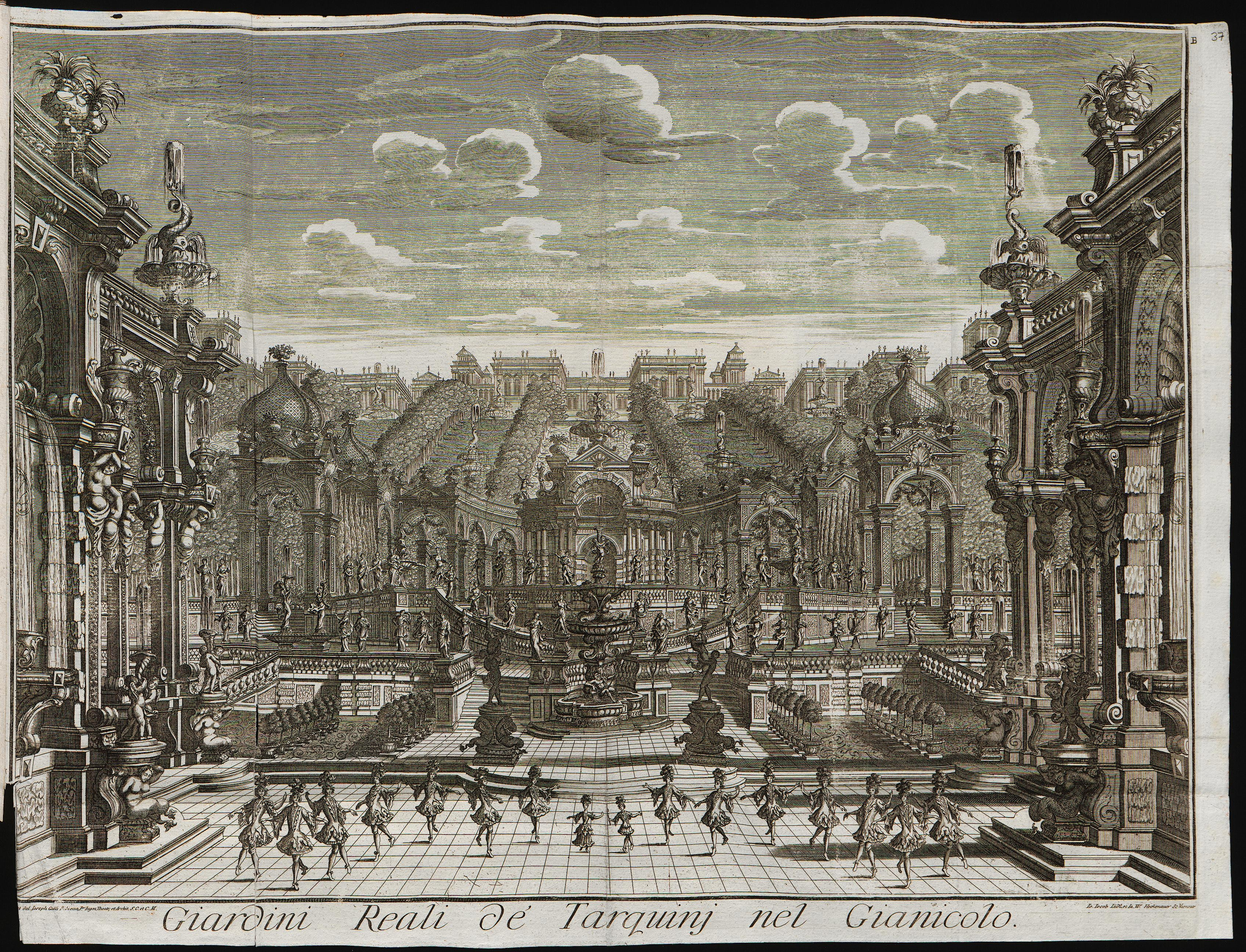
Die königlichen Gärten der Tarquinier auf dem Gianicolo

Szene 1. Tarquinio hält seinen Soldaten eine aufmunternde Rede. Nachdem diese sich zurückgezogen haben, erscheint Clelia. Tarquinio wird zudringlich und droht mit Gewalt. Es gelingt Clelia, ihm sein Schwert zu entreißen. Sie holt zum Schlag aus, um ihn damit zu töten.
Szene 2. Erminio tritt zwischen Clelia und Tarquinio und verhindert den Mord im letzten Moment. Clelia erklärt ihm, dass Tarquinio versucht habe, sie zu vergewaltigen. Sie lässt ihn gehen, behält aber sein Schwert. Tarquinio stößt noch einige Drohungen aus und geht dann (Tarquinio: „Cambia in fulmine mortale“).
Szene 3. Clelia teilt Erminio mit, dass sie eine Aktion plane, die ihren Ruhm mit dem Orazios gleichstellen werde. Sie lehnt seine Hilfe entschieden ab (Clelia: „Con la scorta del maggior“).
Szene 4. Nachdem Clelia gegangen ist, reflektiert Erminio seine eigene unerwiderte Liebe zu ihr (Erminio: „Per amar con più di fasto“). Auch er geht.
Szene 5. Porsenna und Muzio erscheinen mit den königlichen Wachen und etruskischen Soldaten. Obwohl Porsenna befohlen hat, die römischen Frauen sorgfältig zu bewachen, hat Clelia ihnen zur Flucht verholfen. Während die Soldaten die Gärten durchsuchen, weist Muzio Porsenna darauf hin, wie sehr die Römer Tarquinio verachteten. Die Soldaten kommen ergebnislos zurück.
Szene 6. Valeria besingt zusammen mit den Gärtnern ihre Hoffnung auf den Frieden (Valeria und Chor: „Sorga l’Alba, e serbando i suoi fiori“). Porsenna weist sie darauf hin, dass sie selbst den Frieden jederzeit sichern könnte, wenn sie sich bereit erkläre, ihn zu heiraten. Valeria weist dies erneut zurück und versichert Muzio ihre fortdauernde Liebe (Valeria: „A te il mio amor mi diè“).
Szene 7. Tarquinio zerrt Orazio herbei, dem er die Schuld an der Flucht der Geiseln gibt. Orazio weist das entrüstet zurück. Porsenna aber gibt Tarquinio recht, da Orazio ihm sein Ehrenwort gegeben hatte, dass die Geiseln nicht fliehen würden. Er fordert Orazio auf, sein Schwert abzugeben und sich festnehmen zu lassen. Orazio zieht das Schwert jedoch, um seine Freiheit gegen die Soldaten zu verteidigen. Erst Muzio gelingt es, ihn zu besänftigen. Publio Valerio solle über seine Schuld entscheiden. Porsenna ist damit einverstanden. Orazio rät Tarquinio und Porsenna, gut auf ihn zu achten, denn bald werde sich herausstellen, wer der wahre Schuldige ist (Orazio: „Guarda Orazio: e tu marcato“).
Szene 8. Nachdem Muzio seine Vertrauenswürdigkeit wiederhergestellt hat, weist er darauf hin, dass Tarquinio wichtige Tugenden für den Thron fehlen, nämlich „gerechte Milde“, „reine Unschuld“ und „fromme Güte“ (Muzio: „Mal brama il Regno“). Muzio geht.
Szene 9. Tarquinio fordert Porsenna auf, auch Muzio zu strafen, aber dafür sieht Porsenna keinen Grund. Als Erminio die Ankunft Publio Valerios meldet, bekräftigt Porsenna seine Absicht, tugendhaft zu handeln („Sia felice in me l’amor“). Er geht Publio Valerio entgegen. Die etruskischen Soldaten freuen sich bereits auf den bevorstehenden Frieden (Chor: „Pace si brama? Pace si speri“).
Szene 10. Publio Valerio erscheint mit den Liktoren und römischen Rittern, um über Orazio zu urteilen. Mit sich führt er Clelia, die er im Gegenzug Porsenna zur Anhörung übergibt. Clelia erklärt ihnen, dass sie durch ihre Tat denselben Ruhm erlangen wollte wie zuvor Orazio und Muzio. Sie sei bereit, auch die damit verbundene Schuld auf sich zu nehmen. Dann beschreibt sie detailliert den Ablauf ihrer Flucht, auf der sie mit den anderen Frauen den Tiber durchschwimmen musste. Orazio habe dabei nicht mitgewirkt. Stattdessen sei der Übergriff Tarquinios die eigentliche Ursache ihrer Flucht gewesen. Als Beweis zeigt sie den Anwesenden das mitgebrachte Schwert Tarquinios. Porsenna ist so beeindruckt von ihrem Mut, dass er ihr die Freiheit schenkt und Tarquinio seine Verachtung erklärt. Nun besteht eine realistische Aussicht auf Frieden. Publio Valerio stellt allerdings die Bedingung, dass Porsenna die römischen Gesetze achtet und auf die Hochzeit mit Valeria verzichtet. Die Entscheidung liegt bei Porsenna, und Publio Valerio stellt dessen Zwiespalt in einem Vergleich mit einem Seemann im Sturm plastisch dar (Publio Valerio: „Sei nocchier, che può, s’ei vuole“). Während sich die etruskischen Soldaten bereits nach dem Frieden sehnen, beschwören die römischen Soldaten die militärische Stärke Roms (Chor: „Pace, Porsenna, pace“ – „Guerra, Valerio, guerra“). Nach einigem Zögern willigt Porsenna ein. Publio Valerio lobt abschließend die Stärke Orazios, die Beständigkeit Muzios und den Mut Clelias. Er verspricht, Tarquinio seinen Familienbesitz auszuhändigen. Tarquinio gibt seinen Thronanspruch auf, und Porsenna schwört Rom ewigen Frieden und Valeria wahre Freundschaft. Eine prächtige Grotte („grottesca“) erscheint, die sich unter allgemeinen Jubel in einen großen Triumphbogen verwandelt, auf dem sich die Penaten und der Genius Roms zeigen (Tutti: „Fan Costanza, e Fortezza i somi Eroi“ – „Al Romano Genio invitto“).

### Licenza
Der Genius Roms steigt vom Triumphbogen herab und preist die Göttin Vesta, die er als Bild der Kaiserin Elisabeth („Elisa“) offenbart. Diese habe eine derartige Größe, dass Menschen ihr nur in symbolischer Form huldigen können (Il genio di Roma: „Tal tu sei, che non arriva“). Anstelle des römischen Sieges wird nun der Geburtstag der Kaiserin gefeiert (Tutti: „Grande AUGUSTA, a’ tuoi Natali“).
Ballett der Penaten Roms
Im abschließenden Ballett tanzen und singen die Penaten zusammen mit den allegorischen Figuren der Friedensliebe („Amor della Pace“) und des allgemeinen Glücks („Pubblica Felicità“) und bejubeln Vesta/Elisa (Chor: „Che bel piacer“).

## Gestaltung
Costanza e fortezza ist eines der Hauptwerke des zu diesem Zeitpunkt schon alten Johann Joseph Fux. Sein kontrapunktischer Stil entsprach den Vorlieben des Kaisers. Außerdem entwickelte er in dieser Oper auf persönliche Weise italienische, französische und deutsche Stilelemente weiter. Zusätzliche Elemente sind „Siciliano-Melodien als Erinnerung an die venezianisch-neapolitanische Operntradition und schlichte Volksliedhaftigkeit“. Ein Chor der Etrusker nutzt chromatische Linien zur Darstellung des „Barbarismus“.

### Instrumentation
Die Orchesterbesetzung der Oper enthält die folgenden Instrumente:
- Holzbläser: zwei Blockflöten, zwei Oboen, Fagott
- Blechbläser: acht Trompeten, davon vier hohe in Clarinlage
- vier Pauken
- Streicher
- Basso continuo

## Werkgeschichte

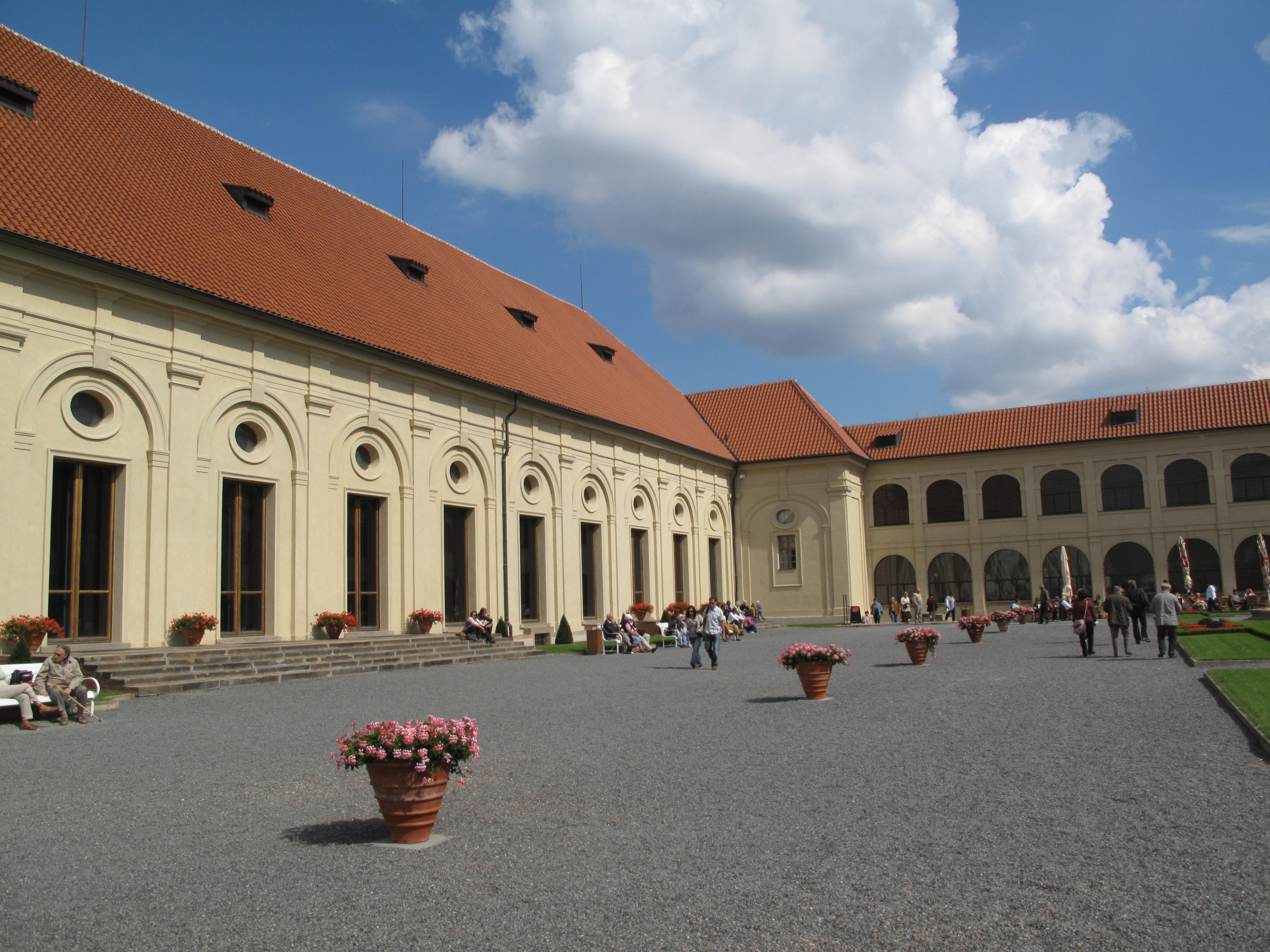
Der Reiterhof und die Reitschule der Prager Burg, wo 1723 das Freilufttheater für die Oper gebaut wurde

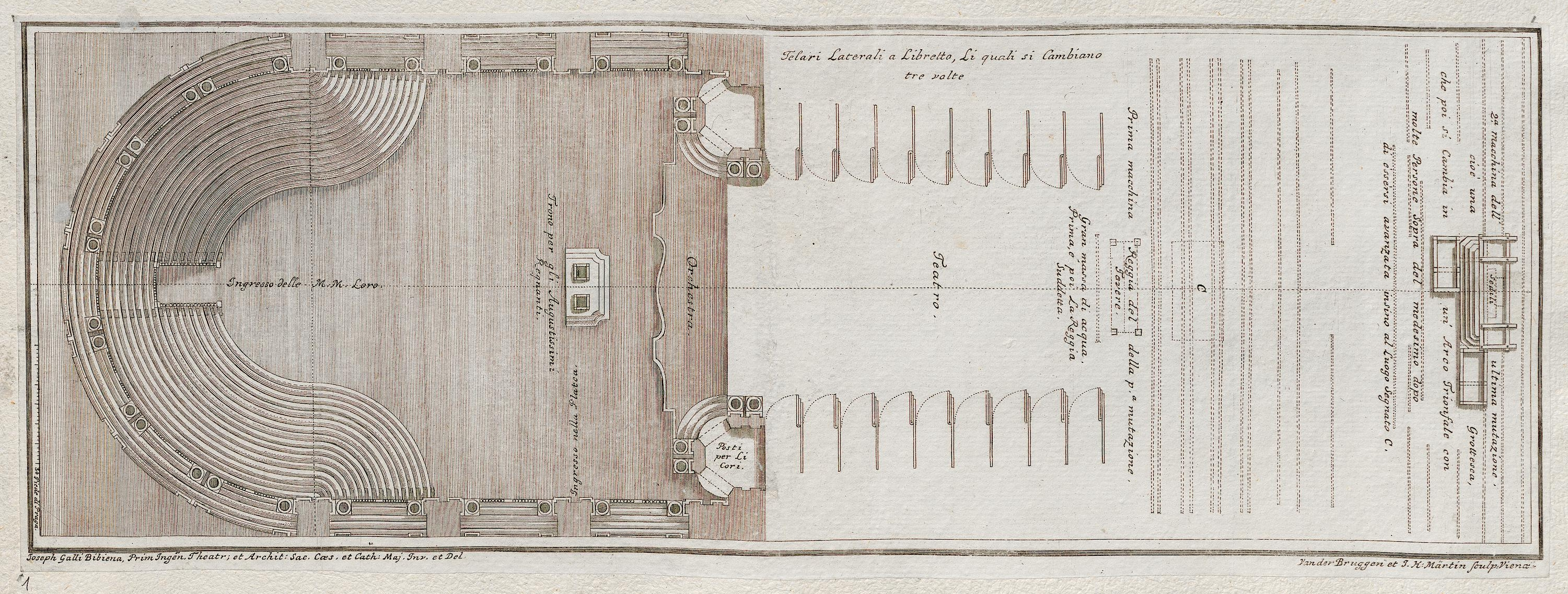
Theater: Plan

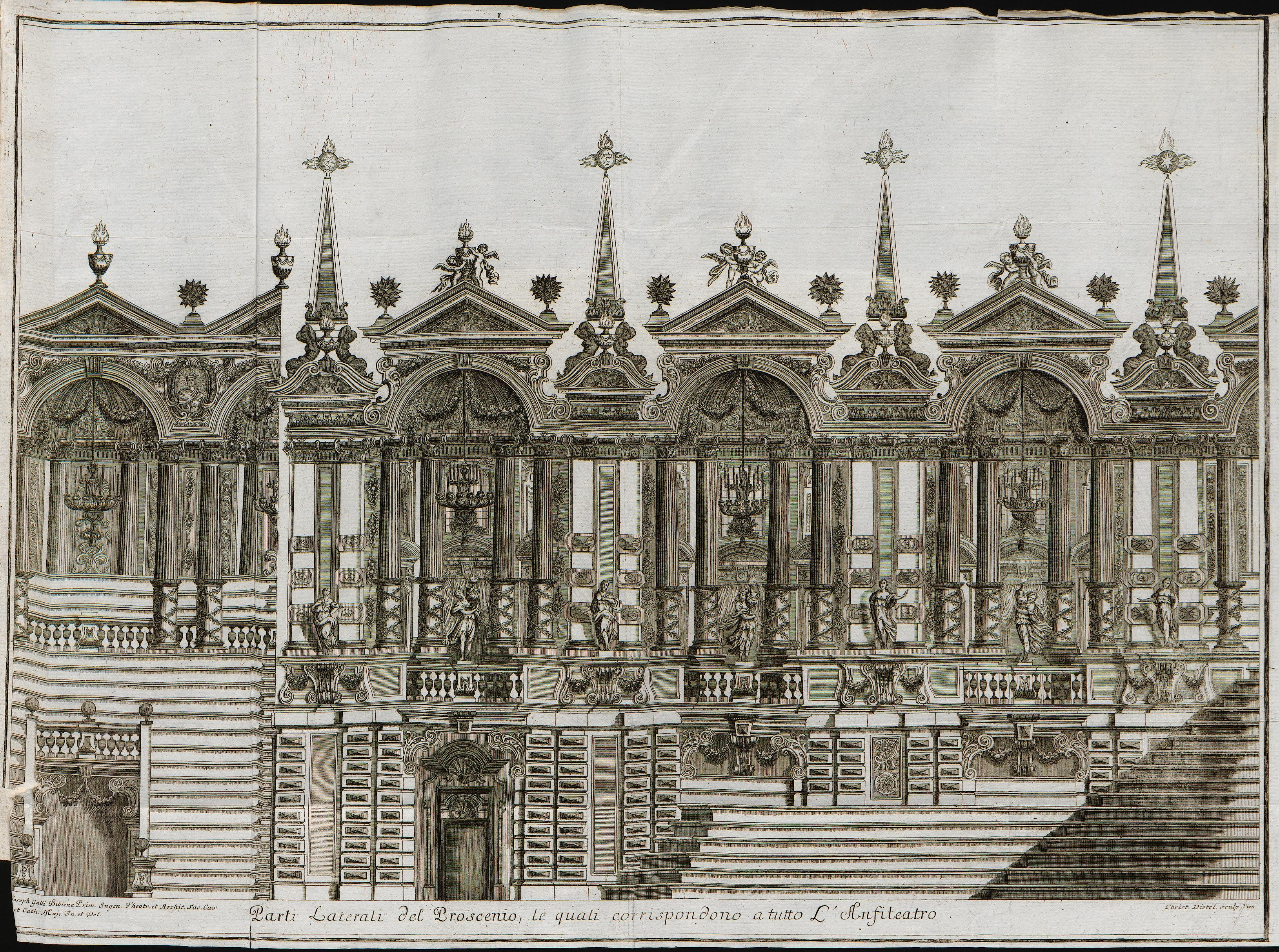
Theater: Seitenansicht des Proszeniums

Costanza e fortezza wurde einmalig am 28. August 1723 als „Krönungsoper“ anlässlich der Krönung Kaiser Karls VI. zum König von Böhmen in Prag aufgeführt. Der Ablauf entsprach dem einer höfischen Zeremonie und wurde zur Verherrlichung des Monarchen mit größtmöglichem Prunk durchgeführt. Im Hof der Prager Burg wurde dazu von Giuseppe Galli da Bibiena, der auch die Bühnendekorationen schuf, eigens ein Freilufttheater errichtet. Außer den höchsten Würdenträgern des Reiches strömte auch „Publikum zu Tausenden“ zu der Aufführung.
Das Freilufttheater hatte eine Gesamtgröße von ca. 40 mal 120 Metern. Die Bühne war 20 Meter breit und 70 Meter tief. Sie wurde seitlich durch zwei mit Kuppeln versehene Türme begrenzt, auf deren Balkonen zwei Trompetenchöre Stereoeffekte hervorbringen konnten. Die riesigen Kulissen verblieben während der Aufführung auf der Bühne. Sie konnten wie Buchseiten auf- und zugeklappt werden. Für den Auftritt der Gottheiten gab es Miniaturbühnen, die durch Falltüren versenkt und wie Altartafeln aufgeklappt werden konnten.
Bei der Uraufführung sangen Christoph Praun (Publio Valerio), Gaetano Orsini (Porsenna), Domenico Genovesi (Tito Tarquinio),  Rosa Borosini d’Ambreville (Valeria), Anna D’Ambreville (Clelia), Francesco Borosini (Orazio), Pietro Cassati (Muzio), Giovanni Carestini (Erminio), Gaetano Borghi (Il fiume Tevere und Il genio di Roma), Giovanni Vincenzi (Sopran) und Anton Werndle (Bass). Es spielten, unterstützt von weiteren Prager Musikern, die herausragendsten Mitglieder der Wiener Hofkapelle, darunter Francesco Bartolomeo Conti, Gottlieb Muffat und Johann Georg Reinhardt, sowie angereiste Virtuosen wie Johann Joachim Quantz, Carl Heinrich Graun und Silvius Leopold Weiss. Quantz zufolge wirkten insgesamt hundert Sänger und zweihundert Instrumentalisten mit. Die musikalische Leitung hatte Antonio Caldara. Die Choreographien der Ballette stammten von Pietro Simone Levassori della Motta (erster und dritter Akt) und Alessandro Phillebois (zweiter Akt).
Zahlreiche zeitgenössische Quellen berichteten über die Aufführung. Johann Joachim Quantz, einer der Mitwirkenden, schrieb in seiner Autobiografie:

„Inzwischen reisete ich im Julius des 1723. Jahres, in Gesellschaft des berühmten Lautenisten Weiß, und des itzigen königlichen Preußischen Capellmeister, Herrn Graun, nach Prag, um die große und prächtige Oper, welche bey der Krönung Kayser Carls des Sechsten, daselbst unter freyem Himmel, durch 100. Sänger und 200 Instrumentisten aufgeführet wurde, mit anzuhören. Sie hieß: Costanza e Fortezza. Die Composition war von dem Kayserl. Ober-Capellmeister, dem alten berühmten Fux. Sie war mehr kirchenmäßig als theatralisch eingerichtet; dabey aber sehr prächtig. Das Concertiren und Binden der Violinen gegen einander, welches in den Ritornellen vorkam, ob es gleich größtentheils aus Sätzen bestand, die auf dem Papiere öfters steif und trocken genug aussehen mochten, that dennoch hier, im Großen, und bey so zahlreicher Besetzung, eine sehr gute, ja viel bessere Wirkung, als ein galanterer und vielen kleinen Figuren, und geschwinden Noten gezierter Gesang, in diesem Falle, gethan haben würde. […]
Die vielen Chöre in der Prager Oper, dieneten, nach französischer Art, zugleich zu Balletten. Die Scenen waren alle durchscheinend erleuchtet.
Wegen Menge der Ausführer gab der kayserliche Capellmeister Caldara den Tact. Der alte Fux selbstaber, welchen, weil er mit dem Podagra beschweret war, der Kayser in einer Sänfte von Wien nach Prag hatte tragen lassen, hatte das Vergnügen, diese so ungewöhnlich prächtige Aufführung seiner Arbeit, ohnweit des Kaysers, sitzend anzuhören.
Unter den Haupt- oder concertirenden Sängern und Sängerinnen, war kein einziger mittelmäßig, sie waren alle gut. […]
Alle diese Sänger stunden in wirklichen kayserlichen Diensten. Von dem wienerischen Orchester aber waren nur etliche zwanzig Personen mitgebracht worden. Die übrigen Instrumentisten wurden in Prag zusammen gesuchet, und bestunden aus Studenten, aus den Mitgliedern einiger gräflichen Capellen, und aus fremden Musicis. […] Die Chöre waren mit Schülern und Kirchensängern aus der Stadt besetzt. Weil nun wegen Menge der anwesenden Menschen, vielen, auch so gar Personen von vornehmen Stande, der Eingang in die Oper versperret war; so ließen meine beyden Gefährten, und ich, uns auch mit zum Orchester anwerben. Weiß spielte die Theorbe, Graun den Violoncell, und ich den Hoboe, als Ripienisten. Wir hatten hierdurch zugleich Gelegenheit, die Oper, wegen der vielen nöthigen Proben, desto öfter zu hören.“

Die Partitur wurde lange Zeit in den k.k. Hofarchiven in Wien aufbewahrt. Egon Wellesz erstellte daraus eine Neuausgabe, die 1910 als Band 17 der Reihe Denkmäler der Tonkunst in Österreich veröffentlicht wurde. 1959 wurde sie in dieser Reihe als Band 34/35 neu aufgelegt und 2014 von der Musikproduktion Höflich nachgedruckt. Das Original ist mittlerweile verschollen.
Die Cloelia-Erzählung war schon vor Costanza e fortezza durch den pseudohistorischen Roman Clélie, histoire romaine von Madeleine de Scudéry größeren Kreisen bekannt geworden (zehn Bände zwischen 1654 und 1660). Außerdem wurde sie zum Thema verschiedener anderer Libretti wie Mutio Scevola von Nicolò Minato (1665), Clelia von Friedrich Christian Bressand (1695), Muzio Scevola von Silvio Stampiglia (ebenfalls 1695), Porsenna von Agostino Piovene (1712) und Clelia von Giovanni Claudio Pasquini. 1762 nahm sie Pietro Metastasio in seinem Libretto Il trionfo di Clelia erneut auf.

## Aufführungen in neuerer Zeit
Nach der Uraufführung wurde die Oper nur selten aufgeführt. 1938 wurde sie sowohl unter der Leitung von Otakar Jeremiáš am Prager Konservatorium als auch unter Werner Josten am Smith College in Northampton (MA) gegeben. Beide Aufführungen waren gekürzt. Aus Anlass der letzteren Aufführung erschien 1936 ein Klavierauszug von Gertrude Parker Smith.
Am 26. Oktober 1991 gab es eine weitgehend vollständige konzertante Aufführung im Großen Musikvereinssaal in Wien mit dem Ensemble „Gradus ad Parnassum“, dem Trompeten-Consort Friedemann Immer und dem Chor des ORF Wien. Leitung: Howard Arman. Es sangen David Thomas (Publio Valerio), Michael Chance (Porsenna), Agnès Mellon (Tito Tarquinio), Elisabeth von Magnus (Clelia), Douglas Nasrawi (Orazio, Il fiume Tevere und Il genio di Roma), Claudio Cavina (Muzio) und Mieke van der Sluis (Erminio).
2003 wurde das Werk beim Musikfestival Prager Frühling aufgeführt.
Am 31. Juli 2015 gab es erstmals wieder eine szenische Aufführung in der Reitschule in Světce bei Tachov im Rahmen der Europäischen Theatersaison Pilsen (Europäische Kulturhauptstadt 2015) mit einer historisch getreuen Bühnenkonstruktion nach dem Vorbild der Barocktheater in Český Krumlov, Litomyšl und Schloss Drottningholm. Es spielte das Ensemble „Musica Florea“ unter der Leitung von Mark Štryncl. Die Sänger waren David Nykl (Publio Valerio), Martin Ptáček (Porsenna), Michaela Šrůmová (Tito Tarquinio), Markéta Cukrová (Valeria), Stanislava Jirků (Clelia), Roman Hoza (Orazio), Sylva Čmugrová (Muzio), Alice Martini (Erminio), Matúš Mazár (Il fiume Tevere und Il genio di Roma). In dieser Bearbeitung endet das Werk allerdings nicht mit der Apotheose der Kaiserin Elisabeth, sondern mit der der Ersten Tschechoslowakischen Republik.
Das Festival Styriarte zeigte am 24. Juni 2023 Ausschnitte aus dem Werk im Hof zu Schloss Eggenberg in Graz. Alfredo Bernardini leitete das Zefiro Barockorchester. Die Inszenierung stammte von Wolfgang Atzenhofer, die Kostüme von Bettina Dreissger. Es sangen Monica Piccinini (Valeria), Marianne Beate Kielland (Clelia), Rafał Tomkiewicz (Muzio und Porsenna) und Valerio Contaldo (Orazio und Tarquini).